# Превалска седловина

Превалската седловина е планински проход в северната част на Западна Стара планина, между Широка планина (част от Предбалкана) на североизток и Язова планина (част от Западна Стара планина) на югозапад. По нея се прокарва границата между Предбалкана и Главната Старопланинска верига.
Дължината на прохода е 7,8 км, надморска височина на седловината – 535 м.
Седловината свързва долината на река Огоста на югоизток с долината на река Лом на северозапад. Проходът започва от село Превала (Община Чипровци, област Монтана) на 465 м н.в. и след 5,8 км се изкачва на седловината, навлиза в Област Видин, община Чупрене и след 2 км слиза в долината на река Лом при село Долни Лом, на 356 м н.в. През седловината преминава 7,8-километров участък (от 39,9 до 47,7 км) от третокласния Републикански път III-102, село Бела – град Белоградчик – град Монтана. Поради ниската си надморска височина проходът е целогодишно използваем.

## Топографска карта
- Лист от карта K-34-22. Мащаб: 1 : 100 000.